# Coccinella (manga)
Coccinella (てんとう虫の歌?, Tentō mushi no uta, lett. "La canzone della coccinella") è un manga kodomo giapponese scritto e disegnato da Noboru Kawasaki e pubblicato da Shogakukan fra il 1973 e il 1976 nella rivista educativa per la scuola elementare Shogakukan no Gakushō Zasshi. È stato poi raccolto in quattro volumi ed è inedito in Italia.
Dal manga è stata tratta una serie televisiva animata di 104 episodi prodotta dalla Tatsunoko e trasmessa da Fuji TV fra il 1974 e il 1976. La serie è stata importata in Italia dalla Doro TV Merchandising e trasmessa a partire dalla primavera 1985 sul circuito Euro TV; successivamente è stata replicata da Junior TV, Supersix, Italia 7 e diverse altre emittenti locali, e nel 1996 da Telemontecarlo nel contenitore Zap Zap. Dal 2 dicembre 2013 al 2015 gli episodi sono stati disponibili in streaming sul canale YouTube Mondo TV - Il sorriso dei bimbi!.

## Trama
La storia si svolge nel quartiere Ueno di Tokyo dove vivono i sette fratelli Isshu orfani di genitori che, poverissimi ma orgogliosi, spesso rifiutano l'aiuto economico del ricchissimo nonno preferendo fare qualche lavoretto a tempo parziale per guadagnarsi ciò che gli serve.
I sette giovani erano cresciuti fino a poco tempo prima felicemente supportati dall'amore e cura dei loro genitori: in segno di gratitudine i bambini regalano alla coppia un biglietto vinto alla lotteria per un viaggio turistico in Hokkaidō, per festeggiare il loro anniversario di matrimonio. Purtroppo i genitori rimangono coinvolti in un incidente aereo durante il viaggio: i loro corpi non vengono ritrovati e neppure segnalati come dispersi (nell'anime muoiono stremati dagli stenti e dalla fatica).
Anche se questa risulta essere certamente una tragedia davvero scioccante per i giovani, non si lasciano travolgere ed abbandonare alla disperazione: debbono piuttosto unire le loro forze per riuscire a stare in piedi autonomamente con le proprie gambe senza l'aiuto di nessun adulto, senza dover dipendere da nessun altro. Dovranno guadagnarsi da vivere da soli.
La loro vita coraggiosa ma anche faticosa ha quindi inizio, continuando ad aiutarsi gli uni agli altri con vero affetto fraterno: il loro atteggiamento sincero e vivace, la loro indole buona ed indipendente riuscirà gradualmente a conquistarsi l'ammirazione e l'incoraggiamento da parte di tutte le persone della loro comunità.
La più piccola della famiglia, Yoko, è conosciuta da tutti come "Coccinella" perché i punti neri presenti sulla livrea delle coccinelle sono sette, per l'appunto il numero dei fratelli. Coccinella ha cinque anni, è pasticciona e testarda, fa ancora la pipì a letto, ma sa anche essere molto dolce ed ama gli animali: possiede due cani, uno dei quali si chiama Karabe, e poi anche un maiale, un gatto ed un papero con cui s'accompagna ovunque vada.
Coccinella non va a scuola e durante il giorno rimane da sola, ed è per questo che la vediamo andare molto spesso allo zoo a trovare Kuma, un grande amico del padre defunto; oppure va un po' in giro per il quartiere con i suoi animali, o gioca con le sue amiche.
La sorella più grande si chiama Sukimi, ha un carattere calmo e riflessivo e si trova nell'incombenza di far da madre a tutti i fratelli, svolgendo inoltre i lavori di casa.
Il secondo fratello è Kaji, che ha un carattere davvero molto irruente ed orgoglioso; a scuola non va affatto bene ed è per questo che viene molto spesso messo in punizione dal professor Ban, il quale usa volentieri questi metodi spartani. Egli ama molto lo sport, in particolare la boxe (tanto che somiglia molto a Rocky Joe) ed è innamorato della sua compagna di classe Urara. All'interno della famiglia fa da padre ai fratelli minori e la mattina presto consegna il latte.
Il terzo fratello si chiama invece Mitzuo e va molto bene a scuola, si direbbe che è l'intellettuale della famiglia: è molto responsabile e vorrebbe diventare un grande scienziato. Il quarto fratello è Mokuzake, grasso e pessimista in ogni situazione, che desidererebbe diventare un monaco buddista e la mattina, accompagnato da Mitzuo, va a consegnare i giornali. Il quinto è Kintaro (che assomiglia molto a Ugo re del judo); ha una spiccata predilezione nei confronti delle belle ragazze e vorrebbe diventare un contadino. Il sesto è invece Sushimaru che non ha neppure un capello in testa e vorrebbe diventare un detective.

## Personaggi

### I sette fratelli
In giapponese, ciascuno dei sette fratelli è chiamato in base ad un giorno della settimana, da lunedì a domenica, a seconda dell'età. Il cognome significa infatti "una settimana". Nella versione italiana è presente qualche differenza nei nomi.
Yoko "Coccinella" Isshu (一週 日曜子?, Isshū Hiyoko)
Doppiata in giapponese da Minori Matsushima e in italiano da Francesca Rossiello.

Ha cinque anni ed il suo vero nome è Yoko (Hiyoko nella versione originale). Fu soprannominata Coccinella dopo la morte dei genitori. Nella versione originale dell'anime il suo nome è anche abbreviato in "Hiyo" (ひよ?).
Protagonista dell'anime, è la sorella più piccola della famiglia, è una ragazzina dal carattere vivace ed è molto testarda, rissosa, combina pasticci e per questi motivi litiga molto con i suoi fratelli, soprattutto con Kaji, però è anche molto graziosa e dolce. Fa ancora la pipì a letto, va sempre in giro con i suoi animali, ha molti amici fra cui Kuma e da grande, siccome ama molto gli animali, sogna di diventare una veterinaria. Indossa sempre un paio di tipici zoccoli di legno giapponesi, in precedenza appartenuti al padre che se li fece fabbricare su misura in legno pesante e resistente: in caso di rissa, Coccinella è solita sfilarseli ed usarli come guantoni, oppure per lanciarli con consumata precisione. 
Kaji Isshu (一週 火児?, Isshū Kaji)
Doppiato in giapponese da Yoshito Yasuhara e in italiano da Alessio Cigliano.

Ha 15 anni, è il secondo fratello della famiglia, fa da padre ai suoi fratelli e la mattina consegna il latte, è un ragazzo molto irrequieto, testardo (per questo litiga molte volte con Coccinella e gli altri fratelli) e a volte è violento, per questo a scuola va male ed è sempre messo in punizione dal suo professore. Gli piace praticare lo sport, in particolare la boxe. È innamorato di Urara.
Sukimi Isshu (一週 月美?, Isshū Tsukimi)
Doppiata in giapponese da Mari Okamoto e in italiano da Francesca Rossiello.

Ha 16 anni, è la sorella più grande della famiglia, fa da madre ai suoi fratelli si occupa delle faccende di casa, è una ragazza molto matura e riflessiva e a scuola ottiene dei risultati molto soddisfacenti.
Mitzuo Isshu (一週 水男?, Isshū Mizuo)
Doppiato in giapponese da Yoshiko Yamamoto e poi da Yoshiko Matsuo e in Italiano da Francesca Rossiello.

Ha 14 anni, è il terzo fratello della famiglia. È il genio di famiglia e ha già vinto un premio di letteratura, è molto responsabile e la mattina consegna i giornali. Vuole diventare uno scienziato.
Mokuzake Isshu (一週 木介?, Isshū Mokusuke)
Doppiato in giapponese da Keisuke Yamashita e in italiano da Bruno Cattaneo

Ha 13 anni, è il quarto fratello della famiglia. È grasso e pessimista e molto religioso e da grande vuole diventare un monaco buddista. La mattina consegna i giornali insieme a Mitzuo.
Keintaro Isshu (一週 金太郎?, Isshū Kintarō)
Doppiato in giapponese da Noriko Tsukase.

Ha 8 anni, è il quinto fratello della famiglia. È vivace ed allegro, assomiglia molto a Ugo il re del judo (protagonista di un altro anime prodotto dalla Tatsunoko) e gli piacciono molto le ragazze. Vuole diventare un contadino.
Sushimaru Isshu (一週 土丸?, Isshū Tsuchimaru)
Doppiato in giapponese da Hiroko Maruyama e in italiano da Graziella Polesinanti.

Ha 7 anni, è il sesto fratello della famiglia. È calvo ed ombroso, vuole diventare un detective.

### Altri
Kanta Ischu (一週 間太?, Isshū Kanta)
Doppiato in giapponese da Hiroshi Masuoka e in italiano da Bruno Cattaneo.

Era il padre dei sette fratelli. Lavorava in uno zoo.
Yasumi (休美?)
Doppiata in giapponese da Miyoko Asō e in italiano da Graziella Polesinanti.

Era la madre dei sette fratelli.
Kuma Kari (熊さん?, Kuma-san)
Doppiato in giapponese da Kazuya Tatsukabe.

Compare solo nell'anime. È l'amico di famiglia Ischu essendo stato amico e collega di lavoro del padre di Coccinella. Grasso e buono lavora allo zoo ed è sempre disponibile nei confronti dei fratelli Ischu. Viene dalla campagna dove ha la madre.
Professor Ban (伴先生?, Ban sensei)
38 anni, è il professore di Kaji e talvolta utilizza metodi spartani. Grasso e dal carattere burbero, in realtà ha un cuore tenero e vuole fare da padre ai suoi studenti.
Urara (うらら?)
Doppiata in italiano da Graziella Polesinanti.
Ha 15 anni ed è la compagna di classe di Kaji, il quale prova dei sentimenti nei suoi confronti. È una ragazza molto bella e intelligente ed è figlia di un medico.
Kinjiro (栃成 金次郎?, Tochimari Kinjirō)
Doppiato in giapponese da Yoneko Matsukane e in italiano da Graziella Polesinanti e Antonella Rendina (ep. 18-23).

Compare solo nell'anime. 15 anni, è il compagno di classe di Kaji di cui prima è un nemico poi è diventato un amico. È un ragazzo basso con gli occhiali molto furbo. In realtà è fragile e soffre di solitudine. Durante la serie si trasferisce in Brasile con la sua famiglia.
Teko Yokura (岩倉 鉄之助?, Iwakura Tetsunosuke)
Doppiato in giapponese da Tōru Ōhira.

75 anni. È il ricchissimo nonno materno dei fratelli Ischu. È sempre disposto ad aiutare i suoi nipoti, sebbene questi non lo accettano all'inizio (successivamente inizieranno a volergli bene). Ha ripudiato sua figlia perché non voleva che si sposasse con il padre dei ragazzi.
Signora Momoe
75 anni. È la madre di un pescivendolo nonché amica d'infanzia di Teko Yokura. Ha un carattere difficile tanto che la moglie del figlio non la sopporta.
Keisuke
È il pescivendolo della zona, figlio della signora Momoe e marito di Hanako.
Hanako
È la moglie di Keisuke e nuora della signora Momoe, con cui non va molto d'accordo per il carattere difficile di quest'ultima, tanto che in molti casi ha tentato di ritornare dai suoi genitori.

## Anime

### Sigle
Sigla di apertura originale:
Bokura kyōdai - Tentō mushi (ぼくらきょうだい てんとう虫? "Noi fratelli - Coccinella"), interpretata da Mitsuko Horie con i cori dei Kōrogi '73 e degli Young Fresh; il testo è scritto dall'autore del manga Noboru Kawasaki e da Ichirō Wakabayashi; musica e arrangiamento di Shunsuke Kikuchi.
Sigle di chiusura originali:
- Bokura sorotte Isshū kan (ぼくらそろって一週間? "Noi tutti insieme, casa Isshū"), interpretata dai Kōrogi '73 e Young Fresh; testo di Ichirō Wakabayashi, musica e arrangiamento di Shunsuke Kikuchi;
- Hiyoko de shura (ひよこでしゅら?), interpretata da Mitsuko Horie con parti parlate di Minori Matsushima, la doppiatrice di Coccinella; testo di Ichirō Wakabayashi, musica di Shunsuke Kikuchi, arrangiamento di Nozomi Aoki.

Sigle di apertura e chiusura italiane:
- Coccinella, interpretata da I Cavalieri del Re; testo di Lucio Macchiarella, musica di Vincenzo Gioieni. È stata utilizzata per tutte le trasmissioni tranne quella su Telemontecarlo e per la pubblicazione su internet;
- Coccinella, cantata da Marianna Cataldi; scritta da Fabrizio Berlincioni e composta da Silvio Amato, utilizzata solo per la trasmissione su TMC.

### Episodi
| Nº  | Titolo italiano Giapponese 「Kanji」 - Rōmaji | In onda           | In onda |
| Nº  | Titolo italiano Giapponese 「Kanji」 - Rōmaji | Giapponese        |         |
| 1   | L'adozione 「きょうだいそろってドンといけ！」 - kyōdaisorotte don toike! | 6 ottobre 1974    |         |
| 1   | Sono ormai trascorse diverse settimane dalla morte dei genitori dei fratelli Ischu. Dapprima si delibera che i fratelli più piccoli vengano dati in adozione, ma poi i sette ragazzi decidono di restare uniti e di farsi forza l'un l'altro. Essi si preparano quindi a cambiare completamente vita. |                   |         |
| 2   | La nuova casa 「ぼくらきょうだいてんとう虫」 - bokurakyōdaitentō mushi | 13 ottobre 1974   |         |
| 2   | I ragazzi non possono più permettersi di pagare l'affitto della casa dove abitano e così si ritrovano senza un tetto sopra la testa. Conoscono il nonno, il quale in un primo momento li respinge in quanto sono figli di sua figlia Yasumi, che lui aveva ripudiato. In realtà l'anziano vuole solo che i nipoti non dipendano da nessuno e siano forti. |                   |         |
| 3   | Impresa impossibile 「できたぞ！天下のチビッ子ホーム」 - dekitazo! tenka no chibitsu ko homu | 20 ottobre 1974   |         |
| 3   | Rendendosi conto che i ragazzi potrebbero non sopravvivere, il nonno propone loro di stabilirsi a casa sua, ma essi orgogliosi rifiutano. Contando solo sulle proprie forze, i sette fratelli costruiscono una casa di legno, cadente e modesta ma tutto sommato comoda. |                   |         |
| 4   | Uno strano padre 「授業参観だよ！火児とうちゃん」 - jugyō sankan dayo! hi ji tōchan | 27 ottobre 1974   |         |
| 4   | In occasione della lezione aperta ai genitori Kaji si presenta a scuola da Keintaro spacciandosi per il padre. Lo stesso farà Coccinella nella classe di Kaji, fingendo di impersonare la madre. Ne seguiranno divertenti e imbarazzanti colpi di scena. |                   |         |
| 5   | L'equivoco 「アルバイトだよ！全員集合」 - arubaito dayo! zen'inshūgō | 3 novembre 1974   |         |
| 6   | Una vera amicizia 「指きりげんまんさようなら」 - yubi kirigenmansayōnara | 10 novembre 1974  |         |
| 7   | Un buon esempio 「日本晴れ！修学旅行」 - nippon hare! shūgakuryokō | 17 novembre 1974  |         |
| 7   | La gita scolastica è ormai alle porte e Sukimi ci tiene tanto, ma non se la sente di abbandonare i fratelli minori. Sapendo quanto la sorella desideri partecipare alla gita, i fratelli si impegnano affinché tutto ciò sia possibile. |                   |         |
| 8   | La punizione 「たたされ大将火児にいちゃん」 - tatasare taishō hi ji niichan | 24 novembre 1974  |         |
| 8   | Il professor Ban mette Kaji in castigo come spesso avviene e si dimentica completamente di lui, lasciando la scuola senza prima lasciarlo libero di andare. Rimasto troppo a lungo in piedi ed esposto al gelo il ragazzo si ammala gravemente e i fratelli, indignati, esigono che l'insegnante sia espulso dalla scuola. Proprio nel corso della riunione Kaji irrompe in sala e prende le difese del professore, spiegando le ragioni della sua negligenza: l'uomo andava di fretta in quanto doveva occuparsi di una persona ammalata a lui molto cara. La riunione viene così annullata. |                   |         |
| 9   | Saper perdere 「勝利のノックダウン」 - shōri no nokkudaun | 1º dicembre 1974  |         |
| 9   | Mentre va a consegnare il latte come di consueto, Kaji fa la conoscenza di una giovane e bella ragazza di nome Urara, di cui si invaghisce subito. Per un gioco del destino, ella entra il giorno stesso a fare parte della classe, e Kaji e il suo furbo ed infido compagno Kinjiro, innamorato anche lui, ne sono entusiasti. Nell'apprendere che Kaji fa pugilato Urara, che stava già diventando sua buona amica, si allontana da lui. Si verrà presto a sapere che la ragazza ha perso un fratello, morto proprio in un incontro di Boxe, il che spiega il suo comportamento. Resasi conto della sua ostinazione, ella fa finalmente pace con Kaji. |                   |         |
| 10  | Il truffatore 「幸福のえんどう豆」 - kōfuku noendō mame | 8 dicembre 1974   |         |
| 11  | Detective in famiglia 「大失敗！土丸たんてい」 - daishippai! tsuchi maru tantei | 15 dicembre 1974  |         |
| 11  | Coccinella ha il mal di pancia e non può partecipare a un concorso per il quale si era preparata con cura. Sushimaru la sostituisce ma la sua idea si risolve naturalmente in un disastro. Pieno di vergogna scappa e incontra un gentile signore con il quale trascorre la giornata. Inizialmente convinto che si tratti di un rapitore e dopo aver indagato a lungo sul suo conto, alla fine il ragazzino realizza che l'uomo ha da poco perso una figlia e desiderava sentirsi come quando ella era ancora in vita. Rintracciato l'uomo, i fratelli lo invitano a cena in segno di riconoscenza. |                   |         |
| 12  | Arriva Babbo Natale 「サンタがわが家にやってきた」 - santa gawaga ie niyattekita | 22 dicembre 1974  |         |
| 12  | Si sta avvicinando il Natale, e Coccinella è molto entusiasta all'idea. Ella attende con ansia l'arrivo di Babbo Natale, e quando Kintaro e Mizuo affermano la sua inesistenza ella scappa via sconvolta. Il nonno, saputa la storia, si traveste e realizza il sogno di Coccinella. |                   |         |
| 13  | Il grande sogno 「負けるな！でっかい夢くらべ」 - make runa! dekkai yume kurabe | 29 dicembre 1974  |         |
| 14  | Ninna nanna 「ひよママ子守唄」 - hiyo mama komoriuta | 5 gennaio 1975    |         |
| 15  | Il maestro di Boxe 「ゲンコツばかりが男じゃない」 - genkotsu bakariga otoko janai | 12 gennaio 1975   |         |
| 15  | Kaji incontra un esperto conoscitore della boxe e gli chiede di insegnargli tutto quello che sa. L'uomo accetta a patto che il ragazzo non usi la sua forza per fare del male al prossimo. Come al solito Kinjiro mette a dura prova la pazienza del ragazzo, ma questi ricorda la promessa fatta al maestro e riesce controllarsi. Kinjiro approfitta immediatamente della situazione e picchia Kaji e i suoi fratelli, pronti a difenderlo. Desiderosa di vendetta, Coccinella decide di affrontarlo da sola e Kaji si vede costretto a infrangere la promessa per sedare la rissa. Dopo aver ascoltato tutta la storia il maestro capisce il suo gesto e lo perdona. |                   |         |
| 16  | La maratona 「走れ！てんとう虫きょうだい」 - hashire! tentō mushi kyōdai | 19 gennaio 1975   |         |
| 16  | Mentre rientra a casa Mizuo incontra un ragazzino di nome Mamoru, il quale desidera tanto un televisore a colori. Viene indetta una maratona e il premio in palio si rivela essere proprio l'oggetto tanto desiderato da Mamoru. Mizuo desidera vincerlo per fare contento il ragazzino, ostacolato però da Kaji, il quale è deciso a vincere per farsi bello agli occhi di Urara. In seguito però il ragazzo decide di lasciare che sia il fratello a vincere. Mamoru avrà così il televisore che tanto desidera. |                   |         |
| 17  | Una piccola massaia 「ちっちゃなお手伝いさん」 - chicchanao tetsudai san | 26 gennaio 1975   |         |
| 18  | Un paio di zoccoli 「父ちゃんのゲタはひよのゲタ」 - tōchan no geta wa Hiyo no geta | 2 febbraio 1975   |         |
| 18  | Coccinella non trova più i suoi preziosi zoccoli, unico ricordo del padre defunto. I fratelli provano a sostituirli con un altro paio di zoccoli simili agli originali, ma invano. Alla fine si scopre che si è trattato di uno scherzo di Kinjiro, il quale li aveva nascosti e, successivamente, gettati nel fiume. |                   |         |
| 19  | Tutti per uno, uno per tutti 「集まれ！七つの流れ星」 - atsumare! nanatsu no nagareboshi | 9 febbraio 1975   |         |
| 20  | Pericolo allo zoo 「父ちゃんの動物園を守れ！」 - tōchan no dōbutsuen o mamore! | 16 febbraio 1975  |         |
| 21  | Un padre da sostituire 「父ちゃんはつらいよ」 - tōchan wa tsuraiyo | 23 febbraio 1975  |         |
| 21  | Kaji è molto stressato in quanto ora è lui l'uomo di casa. I suoi impegni lo portano persino a trascurare la scuola e per questo viene sempre messo in punizione dal professore. Tra le altre cose il ragazzo dà una mano allo zoo dove lavorava il padre e si prende cura di un piccolo elefante che il padre aveva aiutato a nascere quando era ancora in vita. |                   |         |
| 22  | Amici animali 「カラ兵衛たちも家族だよ」 - kara bee tachimo kazoku dayo | 2 marzo 1975      |         |
| 22  | Con l'intento di giocare un brutto tiro a Kaji, Kinjiro fa provocare agli animali di questo svariati danni. Suo padre, padrone di mezza città, insiste che gli animali vadano via, senza sapere che si tratta di una macchinazione del figlio. I fratelli però non ci vedono chiaro e, dopo aver indagato a lungo, scoprono la verità, e Kinjiro e il padre fanno una brutta figura. I fratelli possono quindi tenere con loro i propri animali. |                   |         |
| 23  | Fuga avventurosa 「家出しちゃったよ」 - iede shichattayo | 9 marzo 1975      |         |
| 23  | Coccinella, rimasta in casa da sola come al solito, prova a stirare da sola le coperte che ha bagnato durante la notte. Così facendo ella rischia di provocare un incendio, ma il pericolo è scongiurato. I fratelli sono tutti furenti con lei, che scappa via. Scesa la sera la bambina non torna ancora e i fratelli vanno a cercarla. Quando la ritrovano vedono che ella ha salvato una neonata in una villa in fiamme. Tutta la città la acclama. |                   |         |
| 24  | La nuova mamma 「ハロー！アメリカのママ」 - haro! amerika no mama | 16 marzo 1975     |         |
| 24  | Un giorno di pioggia giunge a casa dei fratelli una donna che somiglia in tutto e per tutto alla loro madre. Il nonno spiega loro che si tratta della zia, venuta dall'America. Tutti si affezionano subito a lei soprattutto Coccinella, la quale diventa molto gelosa nell'apprendere che la sua nuova mamma ha già una famiglia. La zia propone alla piccola di partire con lei. Coccinella da principio accetta entusiasta, ma ricordando in seguito le parole della madre decide di restare con i suoi fratelli. |                   |         |
| 25  | Un attimo di celebrità 「ぼくらは大スター」 - bokura wa dai suta | 23 marzo 1975     |         |
| 26  | Agenzia matrimoniale 「熊さんのお嫁さんや～い」 - kuma sannoo yomesan ya ~ i | 30 marzo 1975     |         |
| 27  | Incontro di tennis 「幸せをテニスにかけろ」 - shiawase o tenisu ni kakero | 6 aprile 1975     |         |
| 28  | Il trovatello 「金太郎はだれの子？」 - kintarō wa dare no ko? | 13 aprile 1975    |         |
| 28  | Coccinella e Kintaro incontrano una giovane donna che otto anni addietro aveva abbandonato il proprio figlio sotto un ponte, azione della quale ora si rammarica. Ascoltando di nascosto il nonno che sta parlando con un amico, Kintaro si convince di essere stato adottato ma ben presto si rende conto di aver frainteso tutto. |                   |         |
| 29  | Qualche sacrificio 「幼稚園はひよの夢」 - yōchien wa Hiyo no yume | 20 aprile 1975    |         |
| 30  | S.O.S. diavolo in casa 「オニババがやってきた」 - onibaba gayattekita | 27 aprile 1975    |         |
| 30  | Un'anziana signora si intromette un giorno e senza nessun preavviso nella vita dei fratelli. Sì tratta della balia della madre morta, ora ritornata: ella fa svolgere loro i lavori più umili e pesanti e li mette a pane e acqua. Arrabbiati per il trattamento ricevuto essi la affrontano, ma nel farlo si rendono conto che si trattava di una prova, e iniziano a vedere la donna sotto un'altra luce. Ella quindi se ne va, essendo il suo compito terminato. |                   |         |
| 31  | Scambio di regali 「月美姉ちゃんの誕生日」 - gatsu bi neechan no tanjōbi | 4 maggio 1975     |         |
| 31  | In un violento litigio tra i fratelli, i cosmetici della defunta madre si rompono accidentalmente. Sukimi, che teneva molto a questi oggetti, è molto triste per questo. Il giorno dopo ella compirà gli anni, e i fratelli decidono di farle un bel regalo, rimediando anche, in questo modo, al danno fatto. Non navigando nell'oro però essi non possono prenderle che un grembiule nuovo, portando però a casa, dei costosissimi trucchi, poiché avevano preso il pacco sbagliato. Accortisi dell'errore, non hanno il coraggio di dirlo alla sorella e decidono di lasciar correre. Ma Sukimi, che li ha sentiti di nascosto, rimette tutto a posto, facendo anche un regalo alla vera acquirente dei cosmetici, per farsi perdonare. |                   |         |
| 32  | Studio e gioco 「教育ママをぶっとばせ！」 - kyōiku mama o buttobase! | 11 maggio 1975    |         |
| 33  | Come in un film 「おてんばひよ姫」 - otenbahiyo hime | 18 maggio 1975    |         |
| 34  | Un nuovo vestitino 「おさがりはイヤだ！」 - osagari wa iya da! | 25 maggio 1975    |         |
| 34  | Coccinella, canzonata da Kinjiro per i vestiti vecchi che porta sempre, desidera tanto un abito nuovo. Dopo averne parlato i fratelli esaudiscono la sua richiesta. Accecata dalla vanità, presto Coccinella cambia non solo modo di vestire, ma anche il proprio carattere, e tutti se ne avvedono. Alla fine la bambina capisce il proprio errore e tutto torna alla normalità. |                   |         |
| 35  | Amore filiale 「親孝行ってなんだ?」 - oyakōkō ttenanda? | 1º giugno 1975    |         |
| 36  | La donna poliziotto 「ハリキリひよ婦警」 - harikiri hiyo fukei | 8 giugno 1975     |         |
| 37  | Giovane cow-boy 「ずっこけカウボーイ金太郎」 - zukkoke kauboi kintarō | 15 giugno 1975    |         |
| 38  | Vacanze al mare 「海のガキ大将」 - umi no gaki taishō | 22 giugno 1975    |         |
| 39  | Il gigante buono 「ダンプ父ちゃんの子守唄」 - danpu tōchan no komoriuta | 29 giugno 1975    |         |
| 39  | È da poco arrivato in città un camionista, dedito all'alcol e di conseguenza molto aggressivo. Tutti sono decisi a cacciarlo dalla città. Coccinella si addormenta sul suo camion e fa così la sua conoscenza, rendendosi conto che non è così cattivo come sembra: un anno addietro sua figlia si era ammalata gravemente ed era morta e da allora l'uomo aveva iniziato a bere ed essere violento. Coccinella gli fa promettere di non esserlo più. |                   |         |
| 40  | Spaghetti e allegria 「負けるなラーメンお爺さん」 - make runa ramen o jiisan | 6 luglio 1975     |         |
| 40  | I fratelli conoscono un vecchio ambulante che gestisce uno stand di piatti cinesi e decidono di aiutarlo quando vengono a conoscenza della sua triste storia: l'uomo è molto povero, la moglie è defunta e il figlio è morto in guerra. Egli sfiora anche l'idea di lasciarsi morire per porre fine alle proprie disgrazie. Con il loro aiuto i generosi ragazzi riusciranno a fargli superare questo difficile momento. |                   |         |
| 41  | Vacanze estive 「夏休みだよ！移動動物園」 - natsuyasumi dayo! idō dōbutsuen | 13 luglio 1975    |         |
| 42  | Lo zoo scomparso 「チビッ子、ゲタッ子、長靴っ子」 - chibitsu ko, getatsu ko, nagagutsu tsu ko | 20 luglio 1975    |         |
| 43  | Un giovane papà 「お山の大将オレひとり」 - o yama no taishō ore hitori | 27 luglio 1975    |         |
| 44  | Una spiaggia da salvare 「はじめての海水浴」 - hajimeteno kaisuiyoku | 3 agosto 1975     |         |
| 45  | All'ultimo minuto 「嵐の中のゴールイン」 - arashi no nakano goruin | 10 agosto 1975    |         |
| 46  | Una strana signora 「けったいなお婆ちゃん」 - kettainao baa chan | 17 agosto 1975    |         |
| 47  | Compito di fiducia 「ひとりぼっちのお使い」 - hitoribocchinoo tsukai | 24 agosto 1975    |         |
| 48  | Il lottatore 「友情のやぐら太鼓」 - yūjō noyagura taiko | 31 agosto 1975    |         |
| 49  | Attenti al fantasma 「ゆうれいが出たァー!!」 - yūreiga deta a!! | 7 settembre 1975  |         |
| 50  | Il torneo 「お面一本！おじいちゃん」 - o men'itsu hon! ojiichan | 14 settembre 1975 |         |
| 51  | Quattro trovatelli 「ペットは友だち」 - petto wa tomodachi | 21 settembre 1975 |         |
| 52  | Tutti in bicicletta 「みんなのサイクリングコース」 - minnano saikuringukosu | 28 settembre 1975 |         |
| 53  | La medaglia dell'amicizia 「友情のメダル」 - yūjō no medaru | 5 ottobre 1975    |         |
| 53  | Kaji si accorge che Kinjiro è più pensieroso del solito e non riesce a spiegarsi il perché. Lo segue fino a casa di nascosto e apprende la notizia che l'amico sta per cambiare paese, infatti a breve partirà per il Brasile. I due partecipano a un torneo e Kaji finge un malore per garantire a Kinjiro la vittoria. L'orgoglioso ragazzo, ferito, non prende bene la cosa e litiga con Kaji, ma poi comprende il suo gesto e lo perdona. La medaglia viene quindi divisa in due, perché entrambi i ragazzi l'hanno meritata allo stesso modo. |                   |         |
| 54  | Il tempio sulla montagna 「山寺のモーレツ修行」 - yamadera no moretsu shugyō | 12 ottobre 1975   |         |
| 55  | La partenza 「さようなら！金二朗」 - sayōnara! kin jirō | 19 ottobre 1975   |         |
| 55  | La partenza per il Brasile è imminente ma Kinjiro sembra non avere la benché minima intenzione di partire. Nessuno riesce a capire le ragioni del suo comportamento. I fratelli cercano di parlarne con lui in maniera civile, ma invano. Manca pochissimo al giorno della partenza. Spronato da Kaji, il ragazzo ammette di non voler lasciare la città in quanto è molto affezionato a lui malgrado i dissapori del passato. Per convincere l'amico a partire, Kaji lo tratta suo malgrado con freddezza e sdegno. Il giorno dopo Kinjiro si imbarca e scorge tra la gente Kaji, il quale non lo avrebbe mai lasciato partire senza salutarlo. Kinjiro si rende quindi conto delle reali intenzioni dell'amico e si separa con molte lacrime da lui. |                   |         |
| 56  | Ricordi d'infanzia 「お見合いだよ！おじいちゃん」 - o miai dayo! ojiichan | 26 ottobre 1975   |         |
| 57  | I due ladri 「わんぱく長ぐつ大将」 - wanpaku chō gutsu taishō | 2 novembre 1975   |         |
| 58  | La chiromante 「トランプうらない大さわぎ」 - toranpu uranai taisa wagi | 9 novembre 1975   |         |
| 59  | Vecchi amici 「もらわれて行ったひよ」 - morawarete itta hiyo | 16 novembre 1975  |         |
| 59  | I coniugi Onashi, amici di vecchia data degli Isshu, fanno visita ai sette fratelli e rivelano loro il patto che avevano anzitempo stretto con i genitori: la donna non può avere figli, perciò l'ultimogenito sarebbe andato a stare da loro. I due stavano in realtà scherzando, ma gli Onashi avevano preso la cosa molto seriamente e avevano atteso con ansia quel momento. I fratelli discutono a lungo e decidono di mandare Coccinella per qualche giorno dalla coppia, sicuri che nel giro di poco tempo, esasperati dal carattere esuberante della bambina, desisteranno. Tuttavia nessuna monelleria di Coccinella varrà a fare perdere loro la pazienza. La coppia, capite le vere intenzioni dei fratelli, accetta di rimandarla a casa, pur a malincuore. Ma la loro tristezza durerà poco, in quanto la sera stessa scopriranno di aspettare un figlio. |                   |         |
| 60  | L'ospite sgradita 「おしかけモモエ婆ちゃん」 - oshikake momoe baa chan | 23 novembre 1975  |         |
| 61  | La palestra di Judo 「泣き虫大どろぼう」 - naki mushi dai dorobō | 30 novembre 1975  |         |
| 62  | Recita a soggetto 「モデルになった月美姉ちゃん」 - moderu ninatta gatsu bi neechan | 7 dicembre 1975   |         |
| 63  | Impegno scolastico 「がんばれ！土丸たんてい」 - ganbare! tsuchi maru tantei | 14 dicembre 1975  |         |
| 64  | Vendite a domicilio 「ひよの一日セールスマン」 - hiyono tsuitachi serusuman | 21 dicembre 1975  |         |
| 65  | Senso civico 「父ちゃんは名スター」 - tōchan wa mei suta | 28 dicembre 1975  |         |
| 66  | Il piccione ferito 「ハトよはばたけ！」 - hato yohabatake! | 4 gennaio 1976    |         |
| 67  | Amici per la pelle 「100点だよ！火児にいちゃん」 - 100 ten dayo! hi ji niichan | 11 gennaio 1976   |         |
| 68  | Passione sportiva 「いなかっぺ大将がやってきた」 - inakappe taishō gayattekita | 18 gennaio 1976   |         |
| 69  | Amore fraterno 「おにぎりの歌」 - onigirino uta | 25 gennaio 1976   |         |
| 70  | Cani randagi 「下町ワンちゃん大行進」 - shitamachi wan chan daikōshin | 1º febbraio 1976  |         |
| 71  | Il muratore 「けんかチビッコ剣士」 - kenka chibikko kenshi | 8 febbraio 1976   |         |
| 72  | Falso fidanzamento 「それ打て！ホームラン」 - sore ute! homuran | 15 febbraio 1976  |         |
| 73  | La casa dell’infanzia 「もしも大人になったなら」 - moshimo otona ninattanara | 22 febbraio 1976  |         |
| 74  | Il preside sportivo 「負けるなマラソン校長」 - make runa marason kōchō | 29 febbraio 1976  |         |
| 75  | Scuola di culinaria 「自転車はぼくの夢」 - jitensha wa boku no yume | 7 marzo 1976      |         |
| 75  | Coccinella vuole rendersi utile e cucina per tutti, ma i suoi piatti sono praticamente immangiabili. Per non urtare i suoi sentimenti i fratelli cercano di non farlo vedere. Ascoltando una conversazione tra loro la bambina conosce la verità e chiede loro scusa. |                   |         |
| 76  | Falso fidanzamento 「熊さんの恋人あらわる」 - kuma sanno koibito arawaru | 14 marzo 1976     |         |
| 77  | Una vera famiglia 「東京はぼくらのふるさと」 - tōkyō wa bokura no furusato | 21 marzo 1976     |         |
| 78  | La bomba 「UFOがやってきた！」 - ufo gayattekita! | 28 marzo 1976     |         |
| 79  | Gita in montagna 「ひよのお料理大修行」 - hiyonoo ryōri dai shugyō | 4 aprile 1976     |         |
| 80  | Il torneo dell'amicizia 「友情の土俵入り」 - yūjō no dohyōiri | 11 aprile 1976    |         |
| 81  | Benefattore anonimo 「家族ってなんだろう？」 - kazoku ttenandarō? | 18 aprile 1976    |         |
| 82  | Il capitano di squadra 「おれはキャプテン」 - ore wa kyaputen | 25 aprile 1976    |         |
| 83  | Accoglienza trionfale 「雪山に消えたひよ」 - yuki yama ni kie tahiyo | 2 maggio 1976     |         |
| 84  | Incontro difficile 「ドスコイすもう旅」 - dosukoi sumō tabi | 9 maggio 1976     |         |
| 85  | I magnifici tre 「てんとう虫パーティー」 - tentō mushi patei | 16 maggio 1976    |         |
| 86  | Un ragazzo prepotente 「ガキ大将がやってきた」 - gaki taishō gayattekita | 23 maggio 1976    |         |
| 87  | Il campione di nuoto 「泳げ!日本一」 - oyoge! nippon'ichi | 30 maggio 1976    |         |
| 88  | Gita al mare 「ひよの潮干狩」 - hiyono shiohigari | 6 giugno 1976     |         |
| 88  | Presto avrà luogo una gita al mare e Coccinella insiste per seguire i fratelli, i quali, certi che rovinerebbe tutto, rifiutano. Ella riesce però ad imbucarsi alla gita e come volevasi dimostrare provoca un pandemonio. I fratelli sono furiosi, ma un gesto gentile e disinteressato della sorellina li fa vergognare della loro severità, e le chiedono perdono. |                   |         |
| 89  | Amore segreto 「さようなら曽場先生」 - sayōnara so ba sensei | 13 giugno 1976    |         |
| 90  | W la domenica 「お姉ちゃんになったひよ」 - o neechan ninattahiyo | 20 giugno 1976    |         |
| 91  | La farfalla a coda di rondine 「ひよのアゲハちょう」 - hiyono ageha chō | 27 giugno 1976    |         |
| 92  | La barca dell'amicizia 「走れ！友情の船」 - hashire! yūjō no fune | 4 luglio 1976     |         |
| 93  | Il campione di nuoto 「がんこ先生は日本一」 - ganko sensei wa nippon'ichi | 11 luglio 1976    |         |
| 94  | L’eroe mascherato 「正義の味方！てんとう仮面」 - seigi no mikata! tentō kamen | 18 luglio 1976    |         |
| 95  | Incontro con la madre 「カラ兵衛のママ現わる」 - kara bee no mama arawa ru | 25 luglio 1976    |         |
| 96  | La vecchia locomotiva 「ひよの汽車ポッポ」 - hiyono kisha poppo | 1º agosto 1976    |         |
| 97  | Due vecchi amici 「帰ってきた金二郎」 - kaette kita kin jirō | 8 agosto 1976     |         |
| 97  | Kinjiro torna in Giappone per fare visita alla tomba di famiglia. Il ragazzo cerca di impressionare i sette fratelli parlando loro della propria esperienza in Brasile. I ragazzi trovano i suoi racconti estremamente noiosi, ma Kinjiro, accecato dall'orgoglio, non se ne rende conto. Kaji tenta più volte di farlo ragionare, ma invano. Un giorno scoppia un terribile litigio tra loro: i due ragazzi si insultano e si picchiano rabbiosamente e da quel momento si ignorano. Malgrado tutto entrambi sono molto addolorati per la situazione. Kaji si rende conto che il comportamento di Kinjiro è dovuto alla sua profonda solitudine e poco prima che l'amico parta si precipita all'aeroporto per scusarsi. I due ragazzi si stringono la mano e giurano di rimanere buoni amici per tutta la vita.                                                       |                   |         |
| 98  | Sognare l’Africa 「ターザンになったひよ」 - tazan ninattahiyo | 15 agosto 1976    |         |
| 99  | La vacanza più bella 「あこがれのハワイ旅行」 - akogare no hawai ryokō | 22 agosto 1976    |         |
| 100 | Amore per gli animali 「ひよの動物大作戦」 - hiyono dōbutsu daisakusen | 29 agosto 1976    |         |
| 101 | Un piccolo circo 「ミニ・サーカスがやってきた」 - mini sakasu gayattekita | 5 settembre 1976  |         |
| 102 | Il fidanzato di Hiyo 「ひよのボーイフレンド」 - Hiyo no boifurendo | 12 settembre 1976 |         |
| 103 | L'asilo della coccinella 「てんとう虫幼稚園」 - Tentō mushi yōchien | 19 settembre 1976 |         |
| 104 | Falla suonare! La canzone della coccinella 「ひびけ！てんとう虫の歌」 - Hibike! Tentō mushi no uta | 26 settembre 1976 |         |
| 104 | Coccinella e i suoi fratelli si rendono conto di non possedere un ricordo della madre, la quale aveva un carillon. Il nonno inizialmente lo nasconde ai nipoti perché era l'unico ricordo che gli restava della figlia, ma poi capisce di essere stato egoista e decide di separarsene per il loro bene. Durante la notte un incendio distrugge completamente la casa. Solo il carillon ritrovato tra le macerie resta intatto. Ritrovatisi senza una casa, i sette fratelli non si perdono d'animo e si danno da fare per costruirne una nuova, stavolta accettando l'aiuto offerto dal nonno. Essi continueranno a farsi forza l'un l'altro, come sempre. |                   |         |